# Valgus koreanus
Valgus koreanus är en skalbaggsart som beskrevs av K. Sawada 1944. Valgus koreanus ingår i släktet Valgus och familjen Cetoniidae. Inga underarter finns listade i Catalogue of Life.